# Gran Mezquita de Bruselas
La Gran Mezquita de Bruselas (del francés: Grande Mosquée de Bruxelles); en neerlandés: Grote Moskee van Brussel; en árabe: المسجد الكبير في بروكسل‎ es la mezquita más antigua de la ciudad y la sede del Centro Islámico y cultural de Bélgica. Está situada en el Parque del Cincuentenario (del francés: Parc du Cinquantenaire); en neerlandés: Jubelpark
El edificio fue diseñado originalmente por el arquitecto Ernest Van Humbeek en un estilo arabizante para la Exposición nacional de Bruselas de 1880. El pabellón alojaba el fresco monumental "Panorama del Cairo", que conoció un gran éxito, pero a lo largo del siglo XX, el edificio se empezó a degradar poco a poco hasta que en 1967 el rey Balduino se lo entregó al rey Faysal ibn Abd al-Aziz de Arabia Saudita en una visita oficial a Bélgica con el fin de convertirlo en lugar de culto. La mezquita sufrió una gran remodelación a cargo del arquitecto saudí Boubaker y se inauguró en 1978 en presencia de Khalid ibn Abd al-Aziz y de Balduino.
En octubre de 2017, el ministro belga de asilo y migración, Theo Francken revocó el permiso de residencia del imán egipcio de la mezquita, Abdelhadi Sewif. Francken citó su ideología salafista, su postura conservadora, y el peligro del imán para la sociedad belga y la seguridad nacional como las razones para la revocación.
Sewif negó toda conexión con el extremismo y apeló a la máxima autoridad migratoria del país, pero el vice primer ministro belga, Jan Jambon, cortó cualquier posibilidad de éxito a la apelación. Una comisión pública que investigaba los atentados de Bruselas de 2016 encontró que 9 participantes en los cursos de la mezquita se habían unido a los grupos radicales del Oriente Medio. Debido a estos hallazgos, la comisión recomendó que el control saudí de la mezquita fuese anulado. También declaró que la doctrina salafista y wahabista de la mezquita era contraria al islam liberal, compatible con la sociedad europea.
Mientras que la dirección de la mezquita afirma promover una visión inclusiva del islam, las autoridades belgas declaran que la mezquita anima a los fieles a cerrarse a la sociedad belga, y que el imásn Abdelhadi Sewif no hablaba ni francés, ni holandés, las lenguas oficiales de Bélgica.